# Absaroka Range
Absaroka Range je pohoří ve Skalnatých horách. Rozkládá se z jihu Montany přes severovýchodní část Yellowstonského národního parku na severozápad Wyomingu. Nejvyšší horou je Francs Peak se 4 009 m.
Celkem 47 vrcholů je vyšších než 3 700 m.
Jméno pohoří pochází od původních obyvatel Absaroků (Apsáalooke), kteří náleželi k siuské jazykové skupině.

## Geografie
Absaroka Range se rozkládá na hranicích obou států, Montany a Wyomingu, od severozápadu na jihovýchod. Má délku okolo 280 km. Ze své západní strany tvoří hranici Yellowstonského národního parku, z východní strany ohraničuje Bighornskou pánev.

## Geologie
Geologicky je Absaroka Range tvořeno brekcií, severní části pak především granitem a rulou.

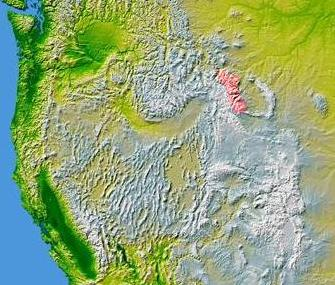
Absaroka Range